# Rajgurunagar (Khed)
Rajgurunagar (Khed) é uma vila no distrito de Pune, no estado indiano de Maharashtra.

## Demografia
Segundo o censo de 2001, Rajgurunagar (Khed) tinha uma população de 17,636 habitantes. Os indivíduos do sexo masculino constituem 52% da população e os do sexo feminino 48%. Rajgurunagar (Khed) tem uma taxa de literacia de 78%, superior à média nacional de 59.5%: a literacia no sexo masculino é de 82% e no sexo feminino é de 74%. Em Rajgurunagar (Khed), 12% da população está abaixo dos 6 anos de idade.